# Diego de Buen
Diego Eduardo de Buen Juárez (ur. 3 lipca 1991 w mieście Meksyk) – meksykański piłkarz występujący na pozycji defensywnego pomocnika lub środkowego obrońcy, od 2025 roku zawodnik Necaxy.

## Kariera klubowa
De Buen pochodzi z piłkarskiej rodziny pochodzenia argentyńskiego; jego dziadek ze strony matki Dante Juárez był argentyńskim piłkarzem, który w latach 60. przybył do Meksyku, gdzie zakończył karierę w zespole Club Necaxa i osiadł w tym kraju po zakończeniu kariery. Jego wuj, również Dante Juárez (syn Juáreza seniora) urodził się już w Meksyku i także był profesjonalnym piłkarzem. De Buen urodził się i wychowywał w dzielnicy Miguel Hidalgo stołecznego mieście Meksyk, jest wychowankiem akademii juniorskiej tamtejszego klubu Pumas UNAM. W pierwszej drużynie zadebiutował już jako osiemnastolatek za kadencji szkoleniowca Ricardo Ferrettiego, w październiku 2009 w przegranym wyjazdowym spotkaniu z gwatemalskim Comunicaciones (1:2) w rozgrywkach Ligi Mistrzów CONCACAF.
Przez kolejne dwa lata De Buen występował jednak wyłącznie w lidze meksykańskiej do lat dwudziestu oraz drugoligowych rezerwach klubu – Pumas Morelos i na stałe został włączony do seniorskiego zespołu dopiero w wieku dwudziestu lat przez trenera Guillermo Vázqueza. Wówczas także zadebiutował w meksykańskiej Primera División, 28 sierpnia 2011 w przegranej 1:2 konfrontacji z Cruz Azul. Nie potrafił sobie jednak wywalczyć miejsce w wyjściowym składzie i po roku spędzonym w Pumas udał się na wypożyczenie do niżej notowanej ekipy Puebla FC, w ramach rozliczenia za transfer Luisa Garcíi. Tam od razu został natomiast kluczowym graczem środka pola i 26 sierpnia 2012 w wygranym 1:0 meczu z San Luis strzelił swojego pierwszego gola w najwyższej klasie rozgrywkowej. Ogółem w barwach Puebli grał przez półtora roku bez większych sukcesów, będąc jednak wyróżniającym się graczem zespołu.
Wiosną 2014 De Buen został zawodnikiem klubu CF Pachuca, gdzie już w pierwszym, wiosennym sezonie Clausura 2014 zdobył tytuł wicemistrza Meksyku. W drużynie tej występował przez półtora roku, jednak nie przebił się na stałe do pierwszego składu, po czym został ściągnięty przez Rubéna Omara Romano – swojego byłego trenera z Puebli – do prowadzonej przez niego ekipy Club Tijuana. Tam spędził z kolei sześć miesięcy bez poważniejszych osiągnięć, mając pewne miejsce w składzie, a w styczniu 2016 został oddany do klubu Santos Laguna z siedzibą w Torreón, jako część rozliczenia za przenosiny Alonso Escobozy.

## Kariera reprezentacyjna
W marcu 2011 De Buen został powołany przez Juana Carlosa Cháveza do reprezentacji Meksyku U-20 na Mistrzostwa Ameryki Północnej U-20. Na gwatemalskich boiskach pełnił rolę podstawowego zawodnika swojej drużyny i rozegrał wszystkie pięć meczów (z czego cztery w wyjściowym składzie) i zdobył bramkę w ćwierćfinałowej konfrontacji z Kanadą (3:0). Jego kadra triumfowała ostatecznie w tych rozgrywkach, pokonując w finale Kostarykę (3:1). Dwa miesiące później wziął udział w prestiżowym towarzyskim Turnieju w Tulonie; zanotował wtedy cztery występy, odpadając z kadrą po półfinale z Kolumbią (1:2) i zajął czwartą pozycję. W lipcu znalazł się w składzie na Mistrzostwa Świata U-20 w Kolumbii, gdzie również miał niepodważalne miejsce w linii pomocy i wystąpił we wszystkich siedmiu możliwych spotkaniach od pierwszej minuty, wpisując się na listę strzelców w pojedynku fazy grupowej z Koreą Płn. (3:0). Meksykanie odpadli natomiast z rozgrywek dopiero w półfinale po porażce z późniejszym triumfatorem – Brazylią (0:2), zajmując ostatecznie trzecie miejsce na młodzieżowym mundialu.
W lipcu 2011 De Buen został awaryjnie powołany przez Luisa Fernando Tenę do rezerwowej reprezentacji startującej pod szyldem dorosłej kadry w turnieju Copa América, jako jeden z graczy mających zastąpić zdyskwalifikowanych kilka dni przed turniejem ośmiu piłkarzy tego zespołu. Podczas tych rozgrywek nie zanotował jednak żadnego występu, będąc wyłącznie rezerwowym, natomiast Meksykanie ponieśli na argentyńskich boiskach trzy porażki w trzech spotkaniach, odpadając z turnieju już w fazie grupowej.

## Statystyki kariery
| UNAM          | 2009–2010 | Meksyk | Liga MX | 0   | 0 | —  | — | LMC | 1  | 0 | 1   | 0  |
| UNAM          | 2010–2011 | Meksyk | Liga MX | 0   | 0 | —  | — | —   | —  | — | 0   | 0  |
| UNAM          | 2011–2012 | Meksyk | Liga MX | 7   | 0 | —  | — | LMC | 6  | 0 | 13  | 0  |
| Puebla        | 2012–2013 | Meksyk | Liga MX | 31  | 4 | 11 | 1 | —   | —  | — | 42  | 5  |
| Puebla        | 2013–2014 | Meksyk | Liga MX | 17  | 1 | —  | — | —   | —  | — | 17  | 1  |
| Pachuca       | 2013–2014 | Meksyk | Liga MX | 14  | 1 | 7  | 1 | —   | —  | — | 21  | 2  |
| Pachuca       | 2014–2015 | Meksyk | Liga MX | 20  | 2 | —  | — | LMC | 4  | 1 | 24  | 3  |
| Tijuana       | 2015–2016 | Meksyk | Liga MX | 14  | 0 | —  | — | —   | —  | — | 14  | 0  |
| Santos Laguna | 2015–2016 | Meksyk | Liga MX | 8   | 0 | —  | — | LMC | 3  | 0 | 11  | 0  |
| Santos Laguna | 2016–2017 | Meksyk | Liga MX | 0   | 0 | —  | — | —   | —  | — | 0   | 0  |
| Ogółem        | Ogółem    | Ogółem | Ogółem  | 111 | 8 | 18 | 2 | LMC | 14 | 1 | 143 | 11 |

Legenda:
- LMC – Liga Mistrzów CONCACAF